# San Juan (rivière)
Pour les articles homonymes, voir San Juan.
La rivière San Juan est une rivière du sud-ouest des États-Unis, affluent gauche du fleuve Colorado.

## Parcours
La rivière débute au sud du Colorado, sur la face sud des montagnes San Juan, puis se dirige dans le Nouveau-Mexique pour finir par se jeter dans le lac Powell, à 1 129 m d'altitude, un lac de barrage sur le fleuve Colorado. La rivière forme de nombreux méandres, voir parc d'État de Gooseneck.

## Principaux affluents
- Animas (rd), 203 km
- Chinle Creek (rg),

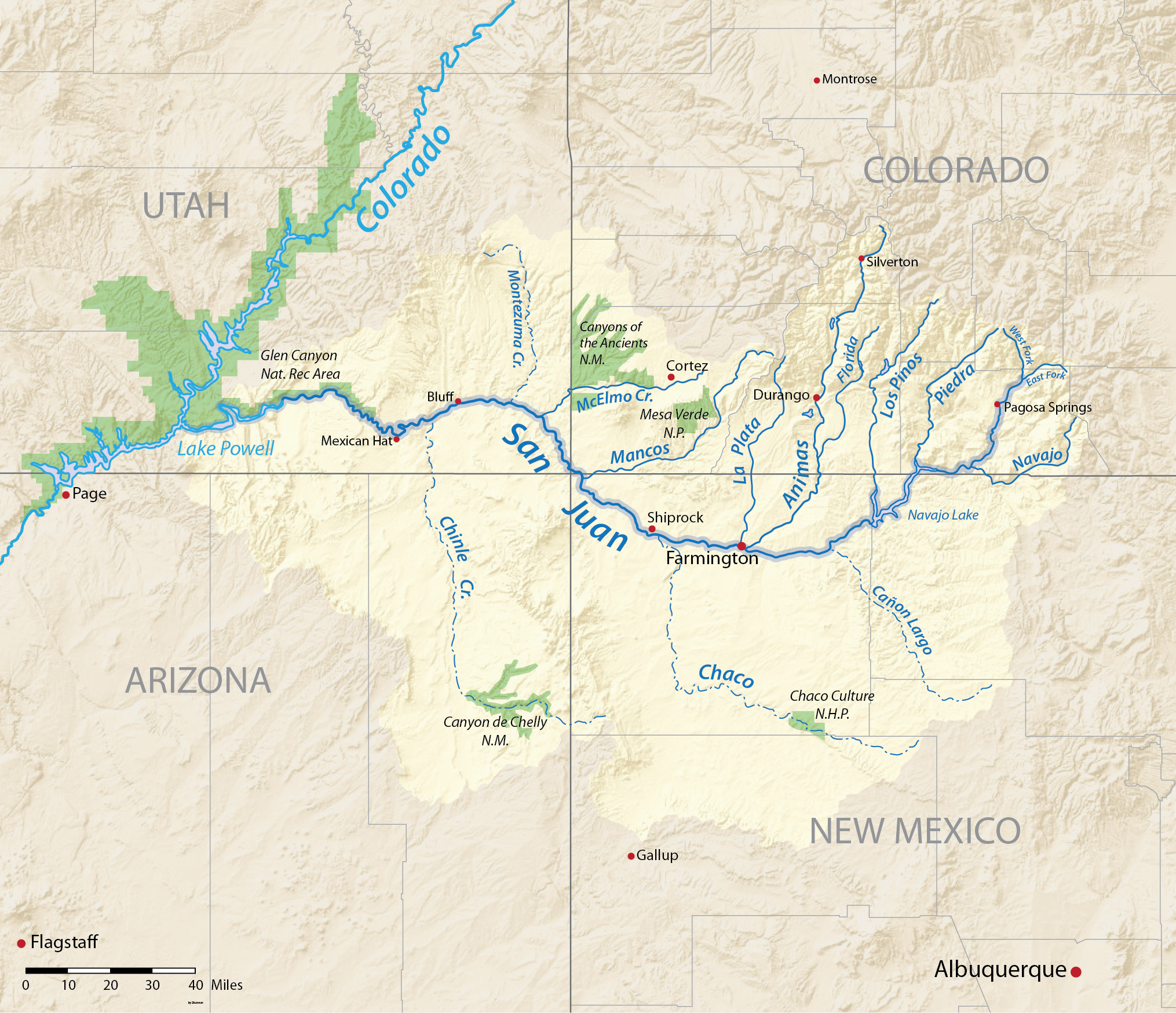
bassin de la San Juan avec ses affluents

- la Chaco river (rg), avec le Chaco Canyon

- la Navajo river (rg),
- La Plata (rd),
- Los Pinos (rd),
- Piedra (rd),
- Mancos (rd),

## Tourisme
La rivière est une destination prisée pour la pêche de la truite, en particulier en aval du barrage Navajo, pour le rafting, et pour la diversité des paysages. Des vestiges amérindiens se trouvent sur les rives de la rivière.